# ロスチスラフ・フセスラヴィチ
ロスチスラフ・フセスラヴィチ（ベラルーシ語: Расціслаў Усяславіч、ロシア語: Ростислав Всеславич、1070年頃 - 1130年以降）は、ポロツク公フセスラフの子である。1101年からポロツク公国の分領公国の公となった。それはおそらくルコームリ公国であったと推定されている。その場合、1101年から1129年までルコームリ公であったことになる。

## 生涯
ほぼ全ての歴史家は、ロスチスラフをフセスラフの息子たちのなかで、年少の子であったと考えている。1101年に父が死んだ後、分領公国としてポロツク公国の一部を得た。L.ヴォイトヴィチの説では、フセスラフが得たのはルコームリ公国であったとみなされている。1129年までその受領した領土を統治した。1129年にはキエフ大公ムスチスラフ1世がポロツクへ進攻し、ポロツクの公の多くが捕虜となりビザンツ帝国へ護送されたが、ロスチスラフもこの中に含まれていたことが判明している。以降の消息は明らかではない。

## 子孫
妻の名は不明である。子についても年代記上に記述はない。V.タチーシチェフ(ru)は、1165年にヴィテプスク、ヴァシレフ、クラスヌィーを受領したロマン(ru)という人物を、ロスチスラフの孫であるという説を唱えた。また、ロマンの父称をブリャチスラヴィチであると指摘してもいる。この説のとおりであるならば、ロスチスラフにはブリャチスラフという名の子がいたことになる。
19世紀のA.ラキエフ(ru)は、『ロシアの紋章学』において、ロスチスラフには2人の子がいたと著述している。すなわち、リトアニア大公ミンダウガスの子とされるモヴコリドと、Vitas(ru)、Gerdenis(ru)の父のダヴィル（ゲディミナス朝の先祖にあたる人物）とである。しかしこの説は信憑性に欠け、現在は否定されている。